# Geschutskoepel

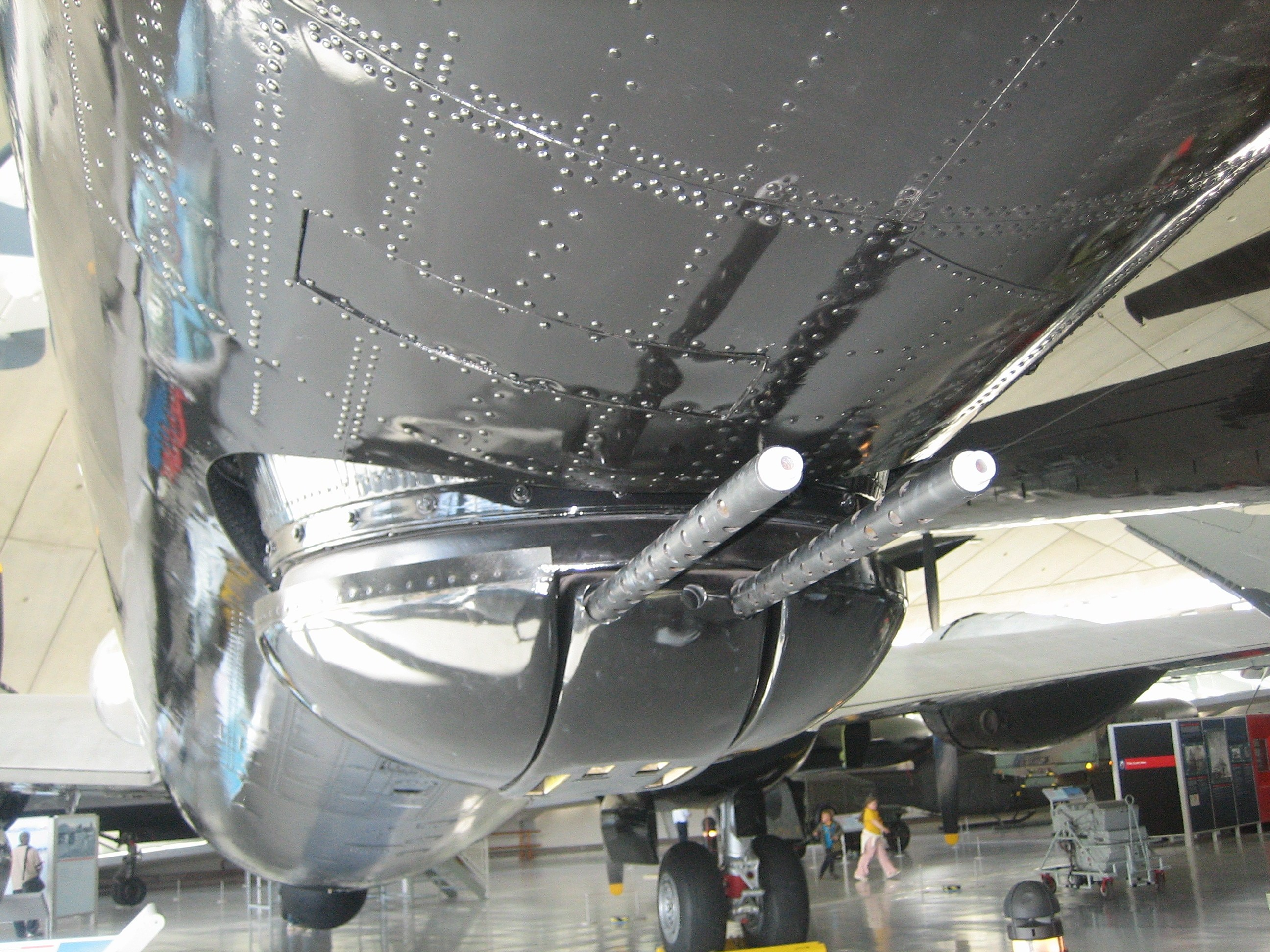

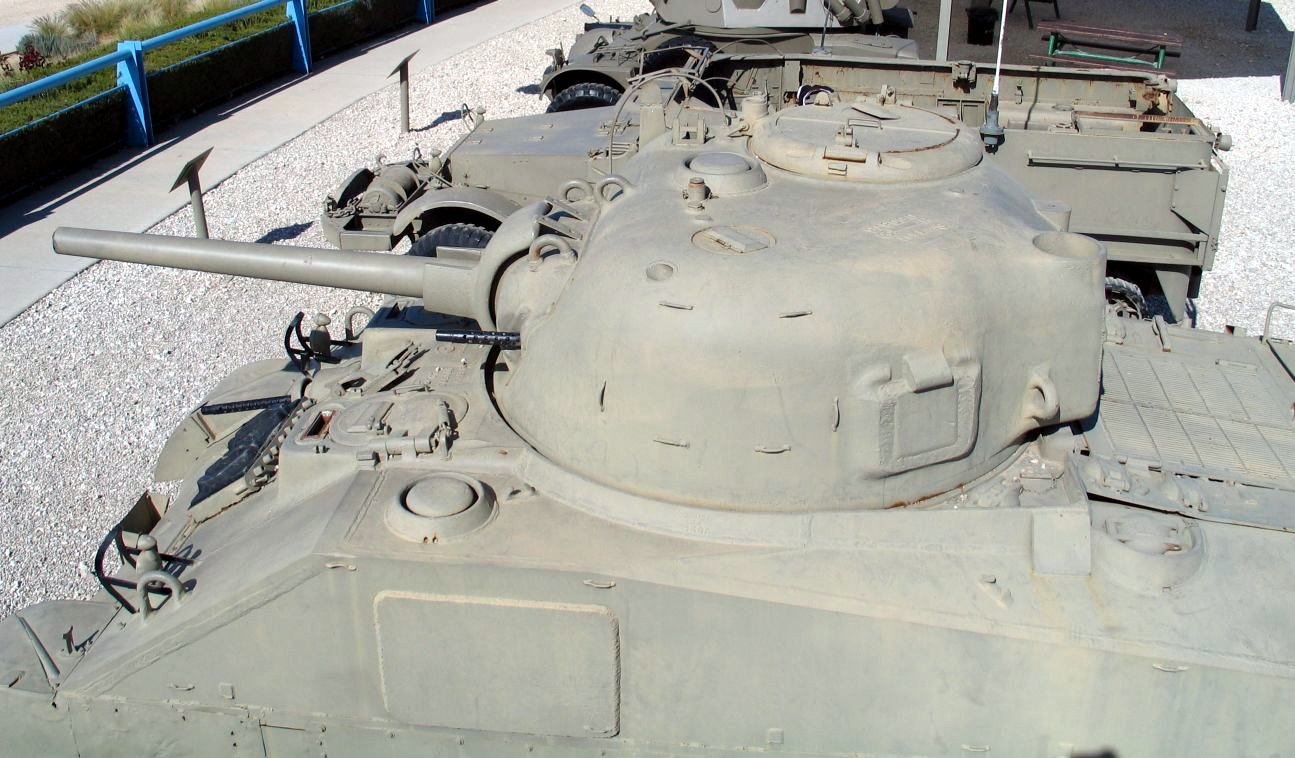

Een geschutskoepel is een koepel met meestal een vast machinegeweer of kanon, die het geschut en de schutter beschermt tegen de omgeving (vooral bij vliegtuigen) en/of projectielen (gepantserde schepen, voertuigen) en er tegelijkertijd voor zorgt dat het wapen gericht kan worden. Bij vliegtuigen bedient de staartschutter de wapens in de koepel bij of aan de staart. Een geschutskoepel is vaak het bovenste deel van een geschuttoren.
Een geschutskoepel is een roterend platform, dat gevonden kan worden op bijvoorbeeld marineschepen, tanks, pantserwagens en bommenwerpers. De schutter wordt beschermd doordat hij in de koepel zit, of door pantserplaten die op de koepel zijn gemonteerd. Er bestaan ook automatisch draaiende koepels zonder bemanning.